# Schloss Kuenburg (Tamsweg)

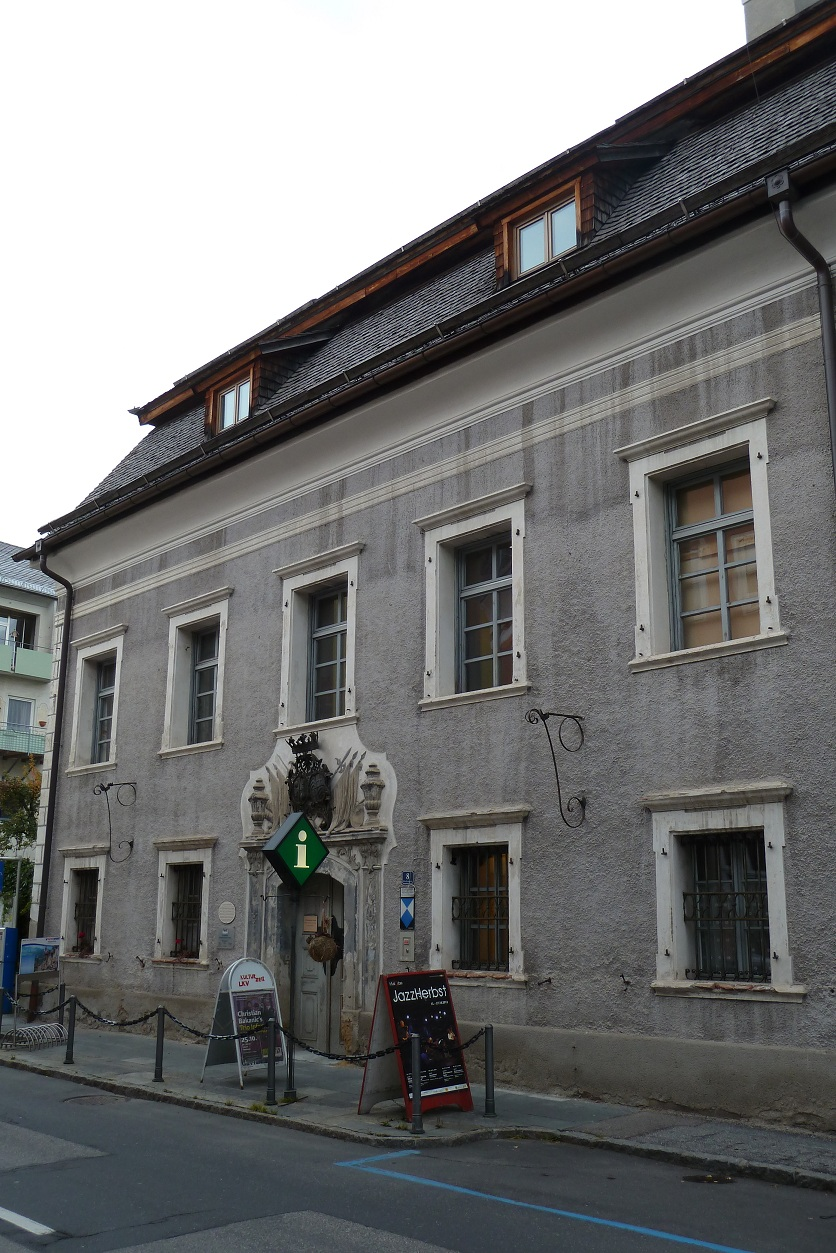
Schloss Kuenburg vor der Renovierung

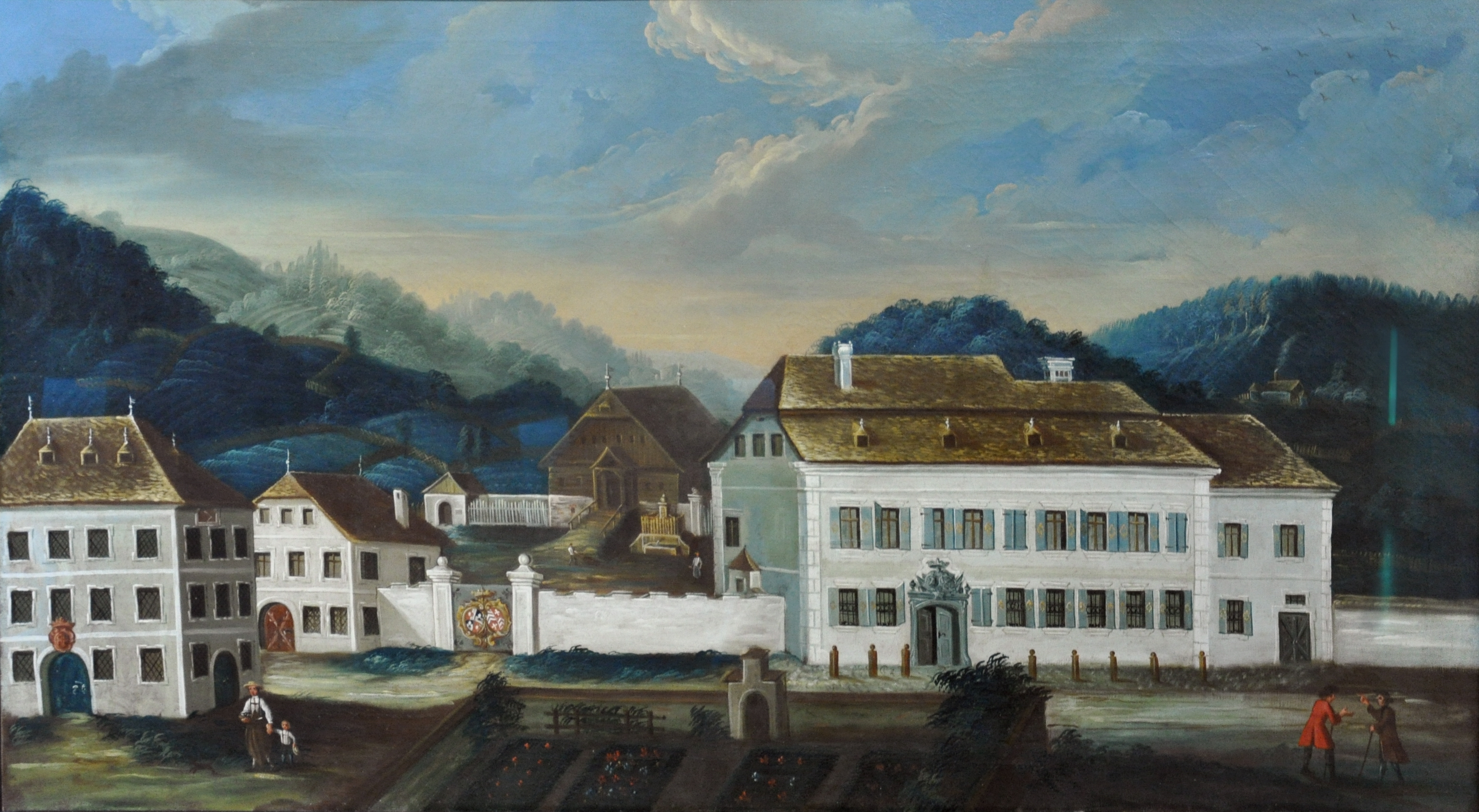
Gräfliches Schloss Kuenburg in Tamsweg, etwa um 1760 (Franz Xaver König zugeschrieben)

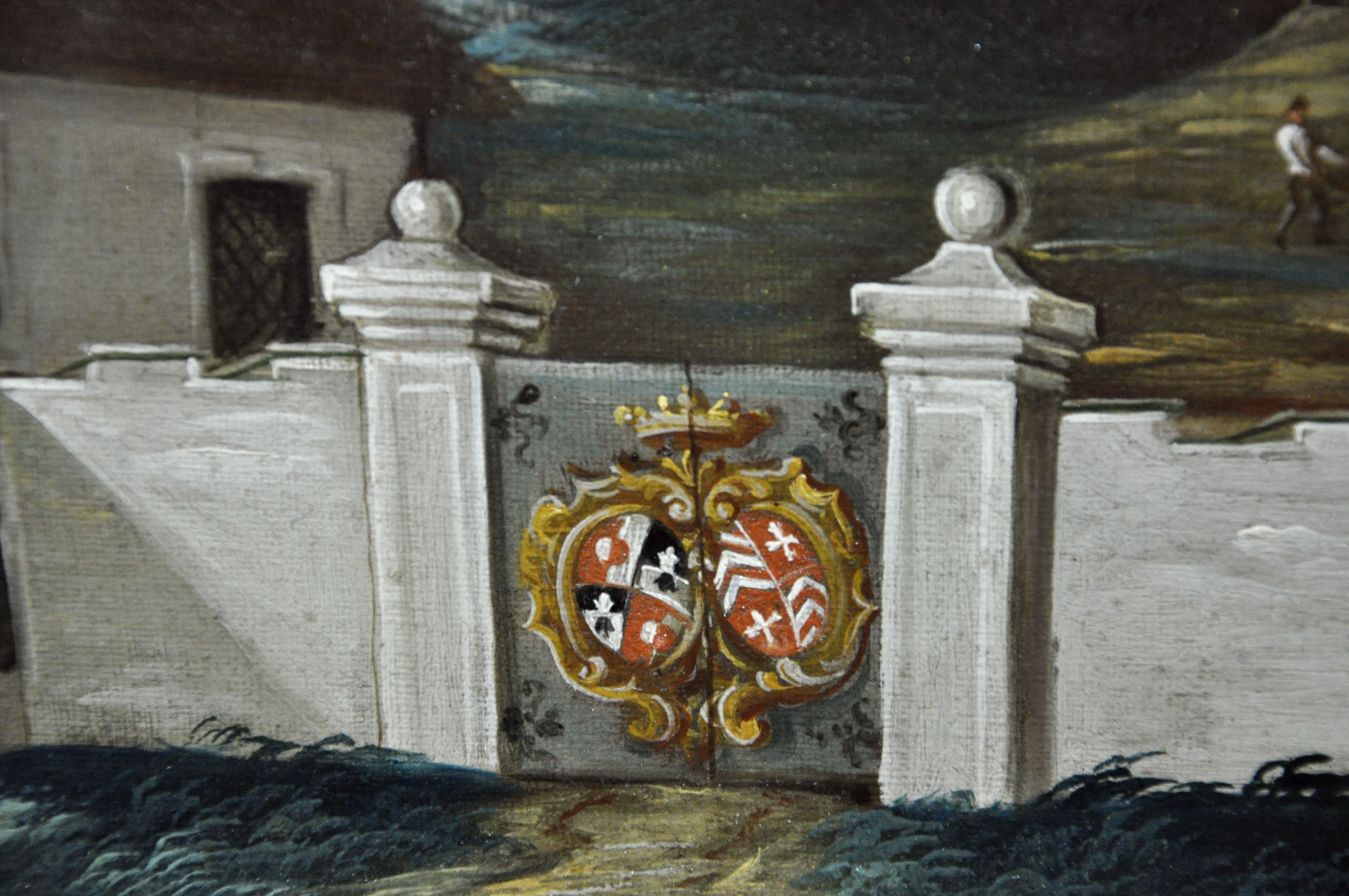
Allianzwappen Kuenburg-Rollingen

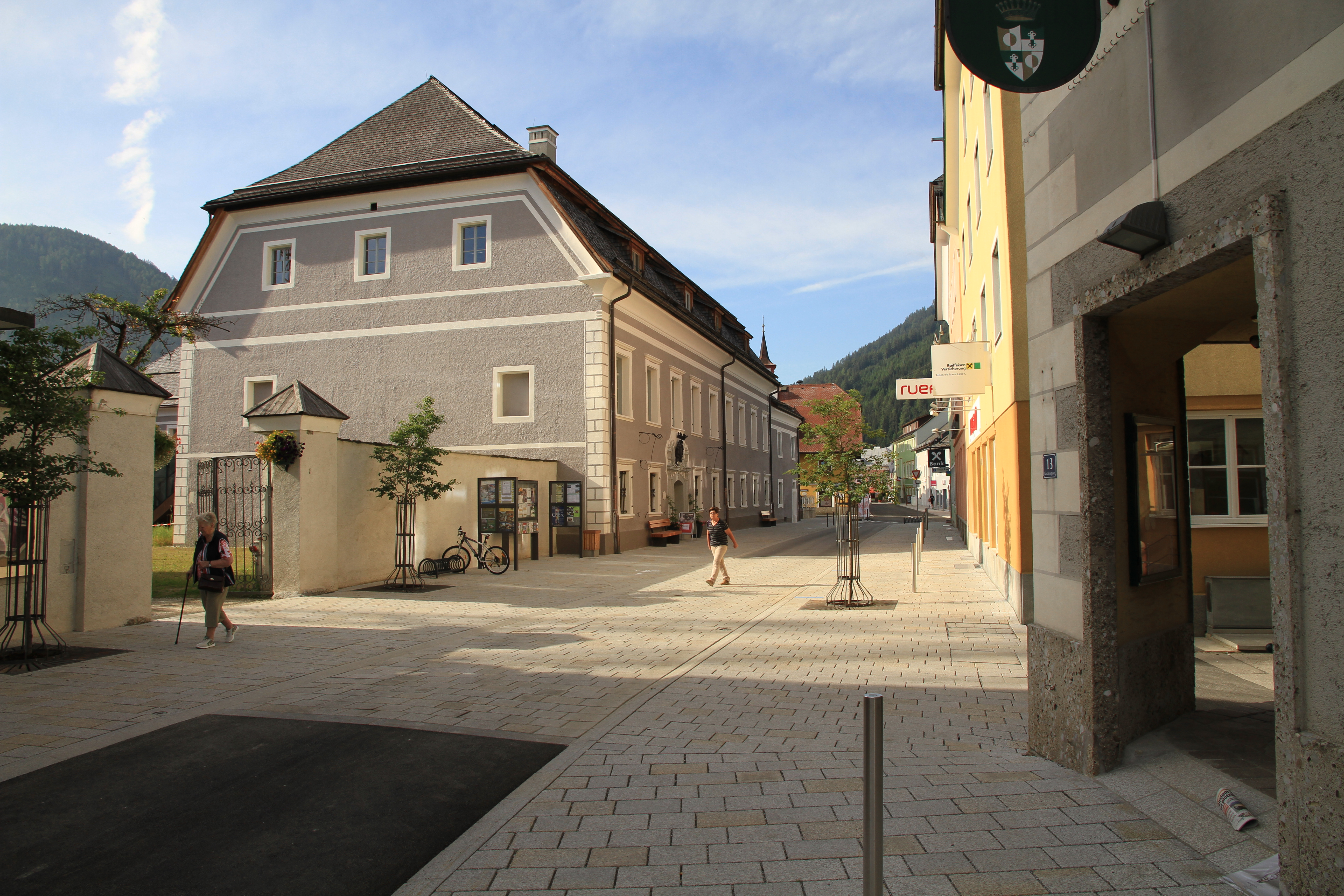
Schloss Kuenburg nach Abschluss der Sanierung

Das Schloss Kuenburg liegt in der Gemeinde Tamsweg im Lungau des Landes Salzburg (Kirchengasse 8).

## Geschichte
Christoph III. von Kuenburg wurde 1556 als Pfleger von Moosham eingesetzt, damit begann diese Familie mit dem Ankauf von Gütern im Lungau. Das Schloss Kuenburg entstand durch Ankauf und Umbau mehrerer Häuser, die bereits seit dem 15. Jahrhundert existierten, durch die Familie Kuenburg, die sich hier einen Herrschaftsmittelpunkt schaffen wollten. Christoph III. schloss mit seinem Bruder Erasam einen Erbvertrag, durch den die Güter der Familie auf die Linien Kuenburg-Tamsweg und Kuenburg-Neukirchen aufgeteilt wurde. 1681 wurde ein Fideikommiss eingerichtet, der zwar 1812 während der bayerischen Besetzung Salzburgs aufgehoben wurde, de facto aber bis 1954 bestand.
Im Besitz des Schlosses waren: Christoph IV. (1584), Georg Carl, Reichardt, Erasam und Christoph V. (1592), Christoph VI. Sigmund (1640, Sohn des Reichardt), Johann Christoph VI. (1704), Johann Maximilian Siegmund (1735), Johann Nepomuk Christoph Karl (1773), Franz Kaspar Wilhelm (1789, Bruder des Johann), Alois Johann Nepomuk (1809), Wilhelm Caspar Ludwig (1839), Alois Josef Ferdinand (1870), Therese, geborene Goes, Karoline Gräfin Cerrini, geborene Kuenburg, und Freiin Bertha Wucherer (1874), Alois (1884), Marianne Baronin Buddenbrock (Tochter des Alois), und Wilhelm Kuenburg (Sohn von Therese) (1885), 1886 die sieben Kinder der Baronin Wucherer und deren Gatten Erich Baron Buddenbrock, 1907 Marianne Buddenbrock alleine, 1933 Siegfried Kuenburg-Ungersbach aus der böhmischen Linie, 1946 Eberhard Kuenburg durch Schenkung.

## Baugeschichte von Schloss Kuenburg
Die ersten Häuser hier waren 1450 ein Holzhaus mit Badstube und gemauertem Kasten sowie ein sogenanntes Stöckl von 1419. Der Umbau der angekauften Häuser zu einem Palais war 1598 abgeschlossen. Durch den Marktbrand von 1742 wurde dieser Bau schwer beschädigt, konnte aber durch den Lambrechter Baumeister Fidelis Hainzl in Form eines Barockpalais neu aufgebaut werden. An der Neugestaltung wirkten bedeutsame Künstler der Zeit mit, so etwa der Maler Gregor Lederwasch IV., der Stuckateur Giovanni Gaetano Androi, der das Hauptportal schuf; der Salzburger Kunstschmied Philipp Hinterseer schuf das schmiedeeiserne Allianzwappen Kuenburg-Rollingen für das Eingangstor. Der 1745 angelegte Schlosspark mit den alten Baumbeständen ist zwischenzeitlich umgewidmet worden. Im Hauseingang ist eine Inschrift aus der 1790 abgebrochenen Kapuzinerkirche, die an den Erbauer dieser Kirche von 1671, Erzbischof Max Gandolf von Kuenburg, erinnert.

## Schloss Kuenburg heute

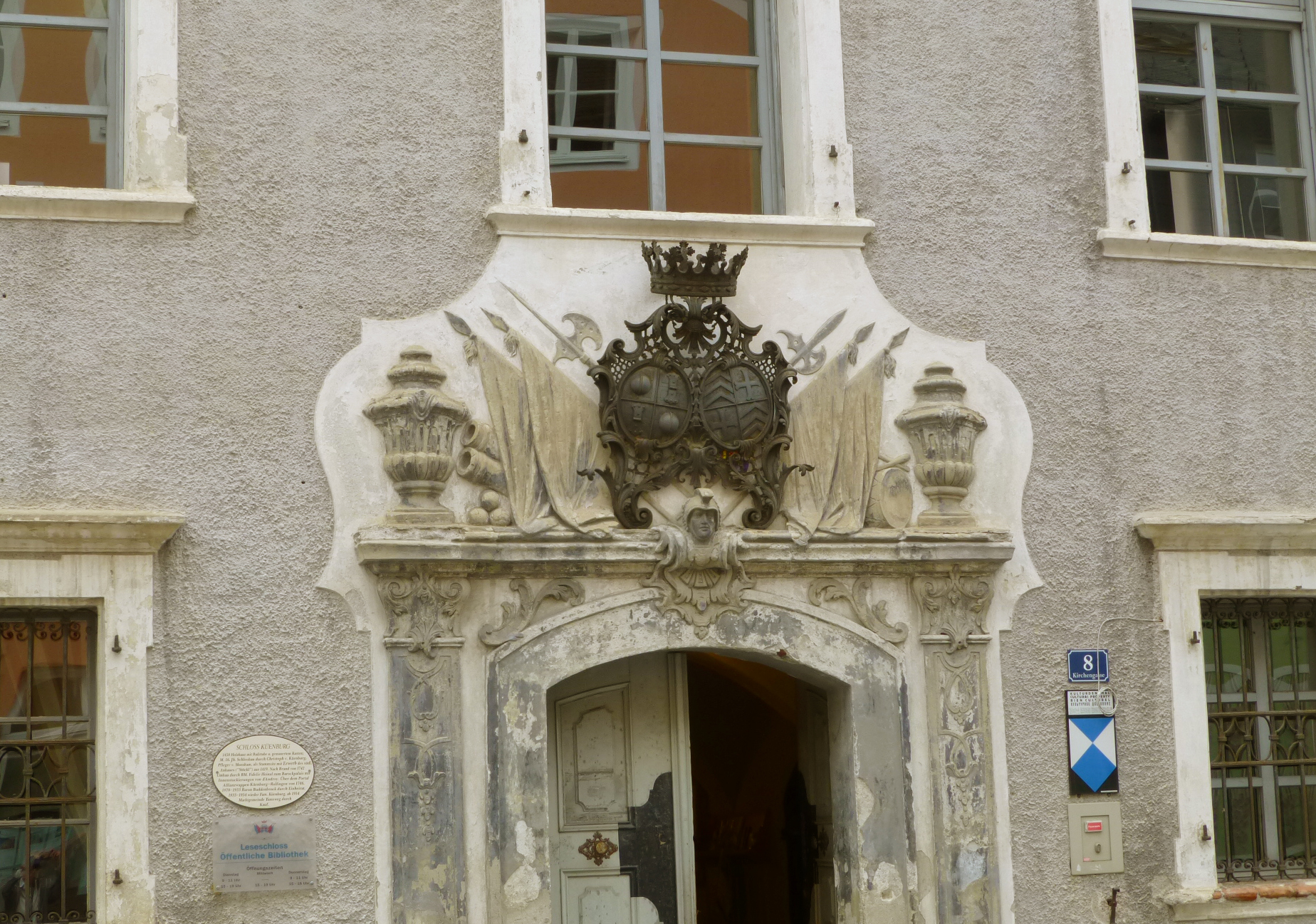
Kulturzentrum (2015)

1954 kaufte die Marktgemeinde Tamsweg das Schloss. 2013 wurde eine grundlegend überarbeitete Neugestaltung als Kulturzentrum diskutiert. Ab Sommer 2016 wurde das veraltete Gebäude umfassend unter Zuhilfenahme hauptsächlich ortsansässiger Handwerksbetriebe saniert. Ein neuer Veranstaltungssaal – der Kuenburgsaal – wurde geschaffen und soziale Einrichtungen fanden im Erdgeschoß Platz, ebenso öffentliche WC-Anlagen. Die öffentliche Bibliothek befindet sich im ersten Stock. Das gesamte Gebäude wurde barrierefrei gestaltet. Der oberste Stock wurde bereits 1998 ausgebaut wo sich jetzt die Proben-Lokale der Bürgermusik, Liedertafel und des Musikums befinden.

## Weblinks

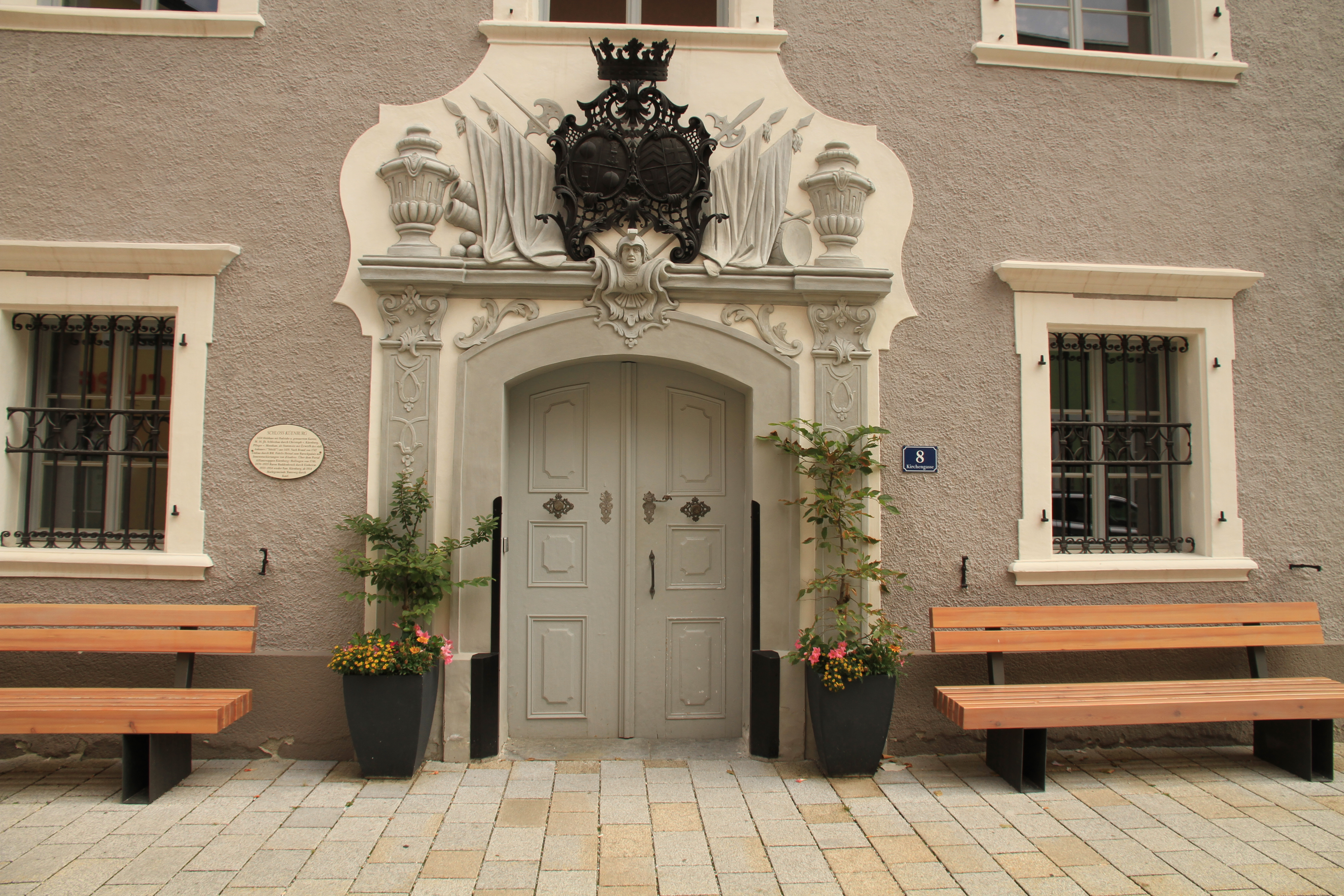
Eingangsportal nach der Sanierung